# Castle Motor

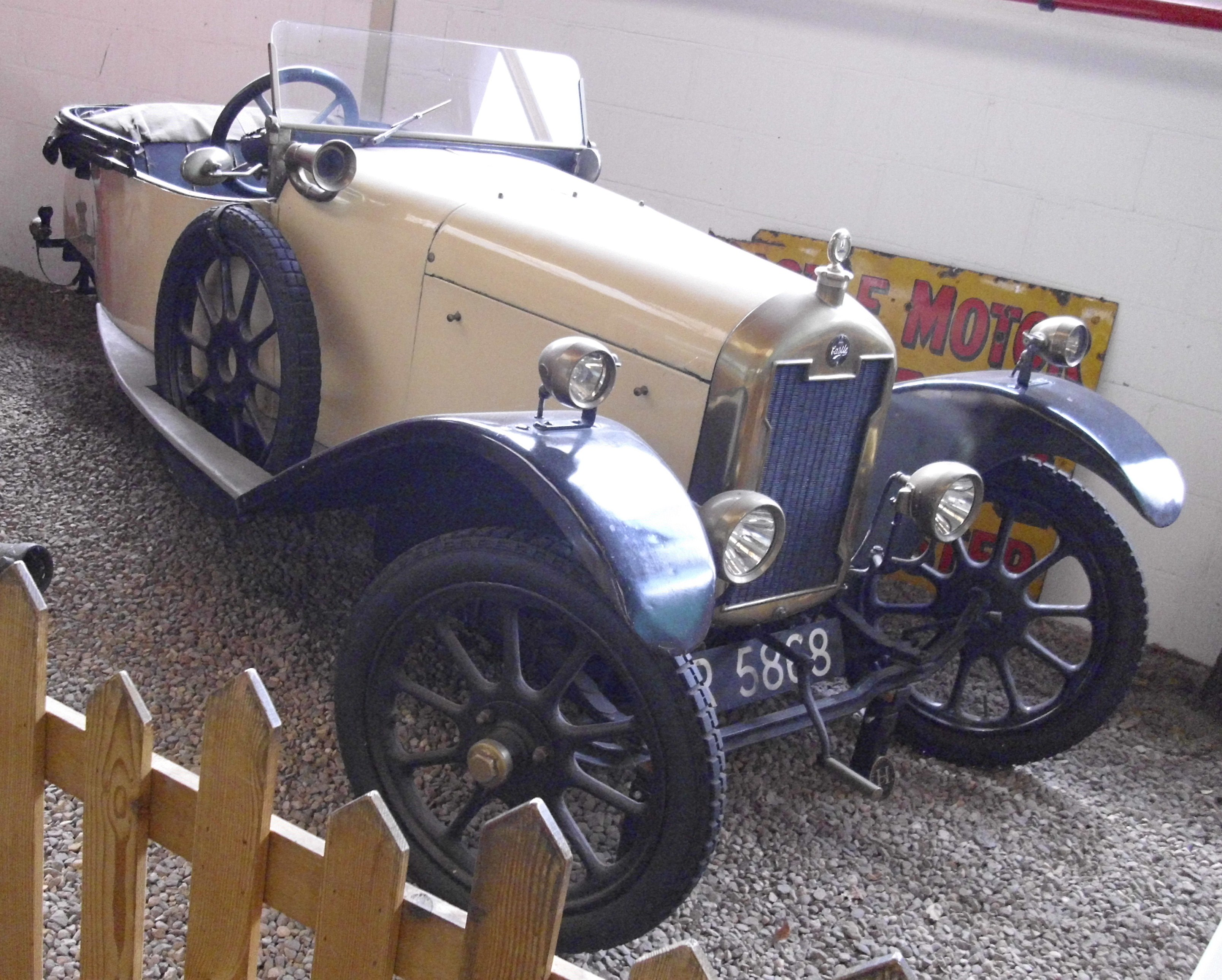
Castle Three von 1921

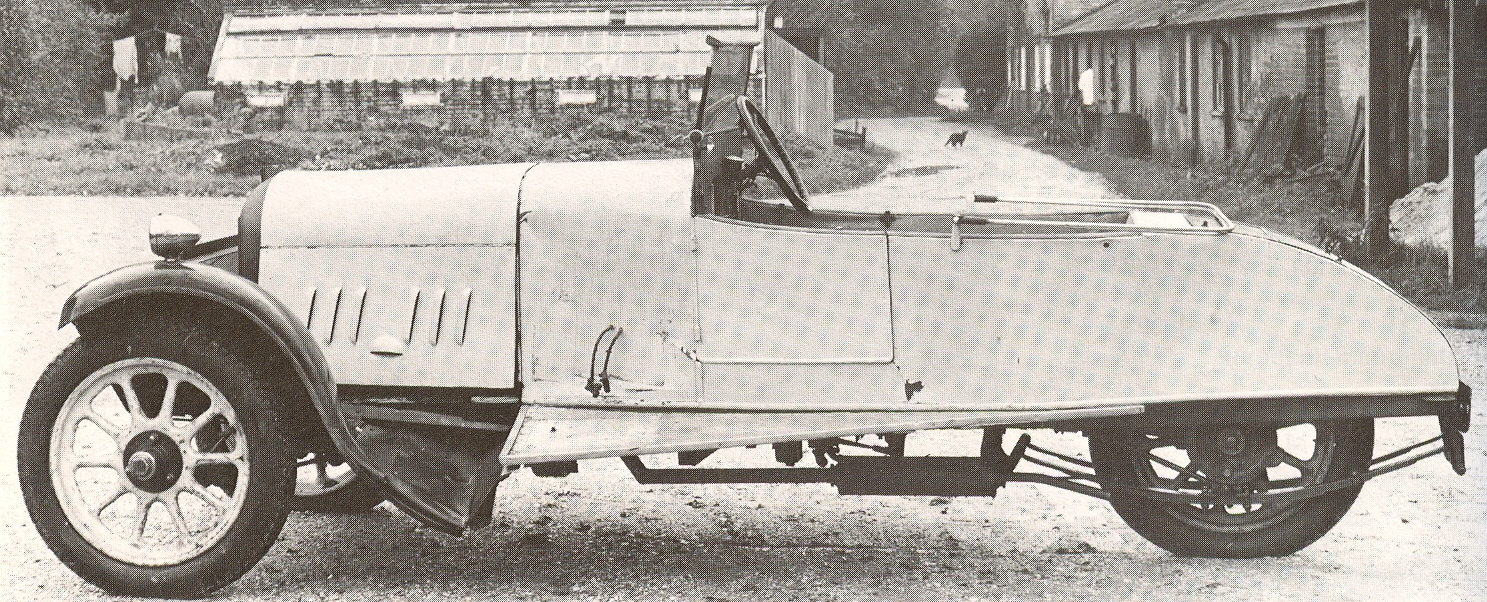
Castle Three von 1922

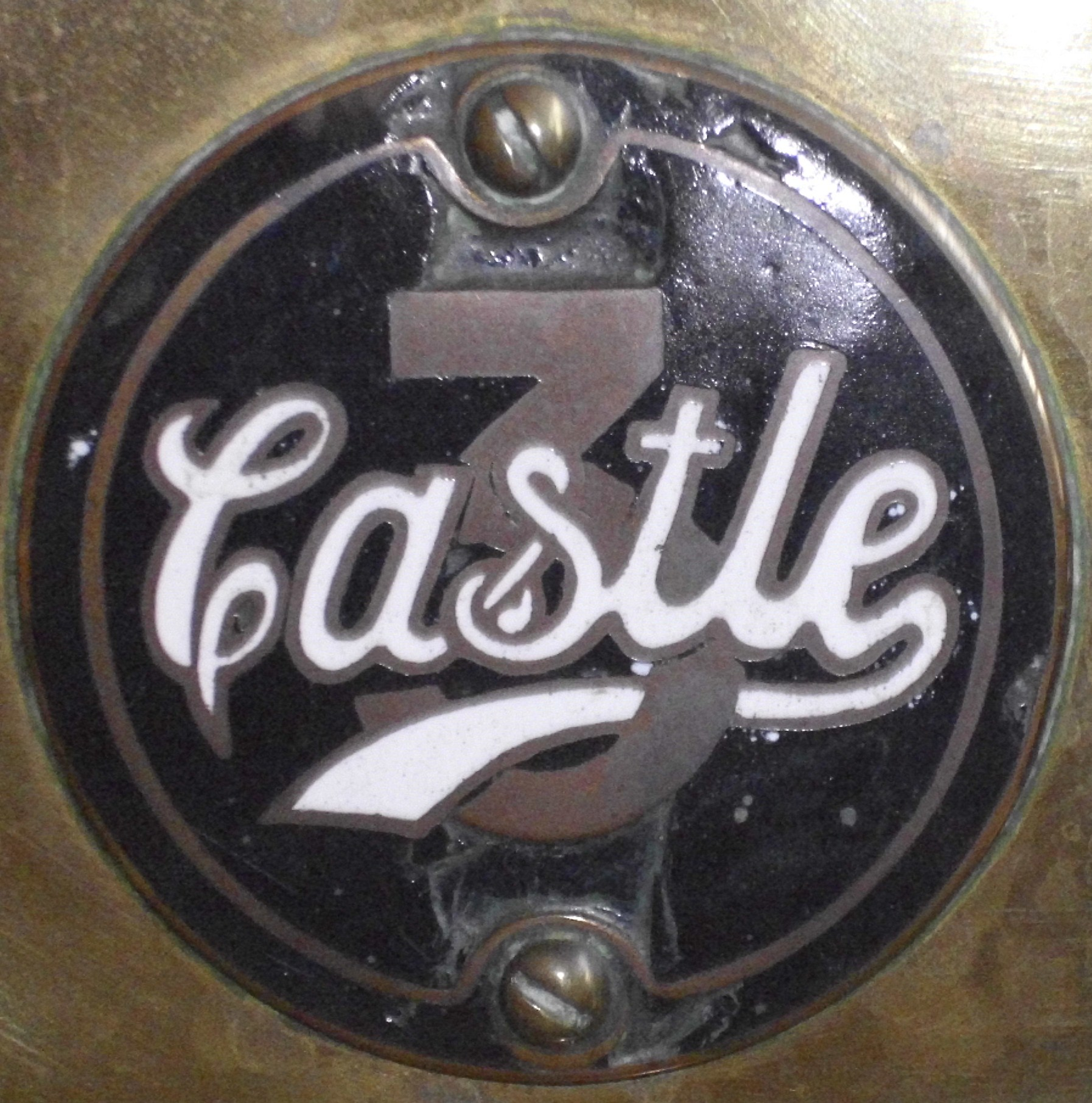
Emblem des Castle Three

Die Castle Motor Company war ein britischer Hersteller von Automobilen, der in den Castle Mill Works in der New Road in Kidderminster (Worchestershire) produzierte. Die Firma war ursprünglich eine Autowerkstatt, die 1906 von den Brüdern Stanley und Laughton Goodwin gegründet wurde, im Ersten Weltkrieg Munition herstellte und in der Blütezeit nach dem Krieg ins Automobilgeschäft einstieg.

## Beschreibung
Von 1919 bis 1922 stellte das Unternehmen einen dreirädrigen Kleinwagen unter dem Namen Castle Three her. Er zielte auf den Markt oberhalb der Cyclecars und besaß einen wassergekühlten Vierzylindermotor. Zunächst wurden seitengesteuerte Reihenmotoren von Dorman mit 1094 cm³ Hubraum eingesetzt, dann schwenkte man zu den belgischen 1207 cm³-Motoren der Marke Peters um. Sie waren mit den Getrieben verblockt, die entweder als zweistufige Planetengetriebe oder Dreigang-Stirnradgetriebe ausgeführt waren. Durch eine Kardanwelle oder schrägverzahnte Stirnräder wurde das einzelne Hinterrad angetrieben.
Der offene, zweisitzige Aufbau mit Schwiegermuttersitz besaß einen vernickelten Kühler und elektrische Beleuchtung. Das Fahrwerk bestand aus viertelelliptischen Blattfedern vorne und halbelliptischen Blattfedern hinten. Anders als bei anderen Kleinwagen hatte der Castle Three Holzspeichenräder anstatt Drahtspeichenrädern.
Der neue Wagen war auf der London Motor Show 1919 ausgestellt und die Firma erhielt noch während der Ausstellung 2300 Bestellungen. Allerdings wurden nicht alle diese Bestellungen bestätigt und so wurden schließlich 350 Exemplare gebaut. Bis heute haben zwei Stück überlebt. Das Fahrzeug war zu schwer für die Cyclecar-Klasse.
Es entstand auch ein Prototyp eines vierrädrigen Fahrzeuges, der als Castle Four vermarktet werden sollte. Doch dazu kam es nicht mehr. Die Firma schloss 1922 ihre Tore und die Fabrik wurde an einen Teppichhersteller verkauft.